# Emanuela Records
La Emanuela Records è stata una casa discografica italiana, attiva tra la fine degli anni '50 e i primi anni '60.

## Storia

Un disco dei Brutos pubblicato dall'Emanuela

Fondata da un industriale torinese, Emanuel, che aveva fatto fortuna col brevetto di un tipo di ponteggio meccanico per carrozzerie, la casa discografica aveva sede in piazza Castello 51 a Torino, ma vi era anche un ufficio a Milano, in Galleria del Corso 2.
La Emanuela aveva aperto anche nel 1961 un negozio di dischi in via Lagrange a Torino; dopo aver cessato l'attività discografica alla fine del 1962, continuò quella delle edizioni musicali, in una nuova sede in corso Unione Sovietica 28, sempre a Torino.
Il direttore artistico dell'etichetta era il maestro Arrigo Amadesi.
Tra gli artisti più noti che incisero per l'etichetta vi furono Nella Colombo, i Brutos, il Quartetto Hohner, Fiorella Bini, Henry Ferraris (in alcune incisioni il nome è riportato come Henrj Ferraris) e il quartetto vocale Poker di Voci.

## Dischi
La datazione qui riportata si basa sull'etichetta del disco o sulla copertina; qualora nessuno di questi elementi abbia una datazione, è basata sulla numerazione del catalogo; talora è, infine, basata sul codice della matrice di stampa. Se esistenti, sono riportati, oltre all'anno, il mese e il giorno (quest'ultimo dato si trova, a volte, stampato sul vinile).

### EP
| Numero di catalogo | Anno | Interprete                         | Titoli                                                                      |
| ------------------ | ---- | ---------------------------------- | --------------------------------------------------------------------------- |
| EM EP 1001         | 1960 | I Brutos                           | Destinazione Luna/Desiderio di un giorno/Zappa John/Voglio spegnere il sole |
| EM EP 1002         | 1960 | Marisa Amoros                      | Alicante/Calypso Chua/Tango cubano/Sì pietà                                 |
| EM EP 1003         | 1960 | Fiorella Bini                      | Dolcissima/A te/Mai più/Ti aspetterò stanotte                               |
| EM EP 1004         | 1960 | Gian Piero Tonoli con il Trio BS 3 | Silvana!/Jesebel/Canzone dell'amore/Ornella                                 |
| EM EP 1005         | 1960 | Poker di Voci                      | Ciau Fred/La gatta/Quando mi lasciò/Destinazione Luna                       |
| EM EP 1007         | 1960 | Fiorella Bini con il Poker di Voci | Fumo...e guardo la luna                                                     |
| EM EP 1009         | 1961 | Henrj Ferraris                     | Henrj Ferraris                                                              |
| EM EP 1011         | 1961 | Henrj Ferraris                     | Henrj Ferraris                                                              |

### 45 giri
In alcuni 45 giri non è presente il prefisso EM nel numero di catalogo; dal 1008 in poi vengono pubblicati solo i numeri pari
| Numero di catalogo | Anno             | Interprete                                             | Titoli                                                |
| ------------------ | ---------------- | ------------------------------------------------------ | ----------------------------------------------------- |
| NP 1001            | 1959             | Marisa Amoros                                          | Tango cubano/Sì pietà                                 |
| EM NP 1002         | 1959             | Fiorella Bini (sul lato A)/Arrigo Amadesi (sul lato B) | Nube lontana/O Kay Pentatime                          |
| NP 1003            | 1960             | Marisa Amoros                                          | Alicante/Calypso Chua                                 |
| EM NP 1004         | 1960             | Luciano Bonfiglioli (lato A con il Duo Blengio)        | Sempre tu/Mai più                                     |
| NP 1005            | 1960             | Gian Piero Tonoli con il Trio BS 3                     | Silvana!/Jesebel                                      |
| EM NP 1006         | 1960             | Gianni Ferraresi                                       | Dolcissima/E' stata qui                               |
| NP 1007            | 1960             | Gian Piero Tonoli con il Trio BS 3                     | Canzone dell'amore/Ornella                            |
| EM NP 1008         | 1960             | I Brutos                                               | Destinazione Luna/Zappa John                          |
| EM NP 1010         | 1960             | Fiorella Bini con il Poker di Voci                     | Dolcissima/Ti aspetterò stanotte                      |
| EM NP 1012         | 1960             | Fiorella Bini con il Poker di Voci                     | Mai più/A te                                          |
| EM NP 1014         | 1960             | Poker di Voci                                          | La luna, la lina, la brezzolina/Il disco si è fermato |
| EM NP 1016         | 1960             | Henry Ferraris                                         | Più sola/Dolcissima                                   |
| EM NP 1018         | 1960             | Poker di Voci                                          | Ciau Fred/Quando mi lasciò                            |
| EM NP 1020         | 1960             | Poker di Voci                                          | La gatta/Destinazione Luna                            |
| EM NP 1022         | 1960             | Fiorella Bini con il Poker di Voci                     | Fumo e guardo la luna/T'aspetterò stanotte            |
| EM NP 1024         | 1960             | Fiorella Bini con il Poker di Voci                     | Mai più/Vacanze in Italy                              |
| EM NP 1028         | 1961             | Giorgio Cuschiè                                        | Anche i fiori cantano/Se ciama amor                   |
| EM NP 1030         | 1961             | I Brutos                                               | I gangsters della quinta strada/Destinazione Luna     |
| EM NP 1032         | 1960             | Henrj Ferraris                                         | Estate di favola/Che bella cosa sei                   |
| EM NP 1034         | 1961             | Poker di Voci                                          | La canzone del tranviere/Turin...61                   |
| EM NP 1036         | 1961             | Henrj Ferraris                                         | Nessuno al mondo/La tazza di te                       |
| EM NP 1038         | 10 dicembre 1960 | Henrj Ferraris                                         | Neve bella/Buone fuste!                               |
| EM NP 1040         | 1961             | Henrj Ferraris                                         | T'ho donato il cuore/Bambina d'Amsterdam              |
| EM NP 1044         | 1961             | Henrj Ferraris                                         | Brindo.../La rete                                     |
| EM NP 1046         | 1961             | Henrj Ferraris                                         | Uno qualunque/Prima di dormir bambina                 |
| EM NP 1048         | 1961             | Giorgio Cuschiè                                        | Dopo l'amore/Teniamoci per mano                       |
| EM NP 1050         | 1961             | Henrj Ferraris                                         | Morbida sei tu/La marcia della vita                   |
| EM NP 1052         | 1962             | Henrj Ferraris                                         | La via delle rondini/Estate                           |
| EM NP 1054         | 6 aprile 1961    | Nuccio Nicosia (sul lato A)/Luciano Selli (sul lato B) | Manuelito cha cha/Non piangerò                        |
| EM NP 1056         | 29 aprile 1961   | Elvia Danj (sul lato A)/Adj Marzano (sul lato B)       | La via delle rondini/Modernissima                     |
| EM NP 1058         | 1961             | Henrj Ferraris                                         | Brindo/Piove sulle mie mani                           |